# Вјештачки живот
Вјештачки живот (од енгл. Artificial life или A-life) је релативно нова интердисциплинарна област науке, која користи концепте информације и њеног моделирања преко рачунара за студије и анализу живота уопште, нарочито живота на нашој планети. Тежи да објасни широк спектар за живот виталних феномена, почев од коријена биохемијског метаболизма до еволуције бихејвијористичких стратегија и такође апстрактних особина живота као таквог. 
Ради се о облику математичке биологије, премда врло интердисциплинарног типа. Осим присуства у биологији, нарочито етологији и теорији еволуције, теме које су предмет истраживања ове области се такође јављају у областима као што су вјештачка интелигенција, рачунарска психологија, математика, физика, биохемија, имунологија, економија, филозофија и антропологија.
Појам вјештачки живот је први искористио Кристофер Ленгтон, 1986. године. За задатак тада нове области поставио је „конструисање нових живих ствари“. Ипак, сви научници ове области не дијеле Ленгтонов циљ. Још мање њих вјерује да је то могуће без неке врсте физичког тијела и метаболизма. Из тог разлога, неки научници ове области више воле да користе филозофски мање провокативан појам, као што је „адаптативни системи“, односно стварни или симулирани роботи који се базирају на животињама.